# Serafini (album)
Serafini è il primo album solista di Franco Serafini.

## Il disco
L'album contiene 9 brani composti dallo stesso Franco Serafini con la collaborazione di Marco Ferrari e di Claudio Ramponi per i testi. Tutte le parti musicali sono state suonate dallo stesso autore utilizzando pianoforte, tastiere elettroniche e batteria.
Il brano di punta "Se ti va così" venne a lungo utilizzato come sigla del programma radiofonico Raistereouno.

## Tracce
1. Se ti va così (C. Ramponi-F. Serafini)
2. Lune bianche, carte basche (C. Ramponi-F. Serafini)
3. Quasi sempre (M. Ferrari-F. Serafini)
4. Dove sei? (C. Ramponi-F. Serafini)
5. Vai (C. Ramponi-F. Serafini)
6. Movimenti (M. Ferrari-F. Serafini)
7. Una domenica simpatica (C. Ramponi-F. Serafini)
8. Una storia (M. Ferrari-F. Serafini)
9. Me (F. Serafini)